# Glozel

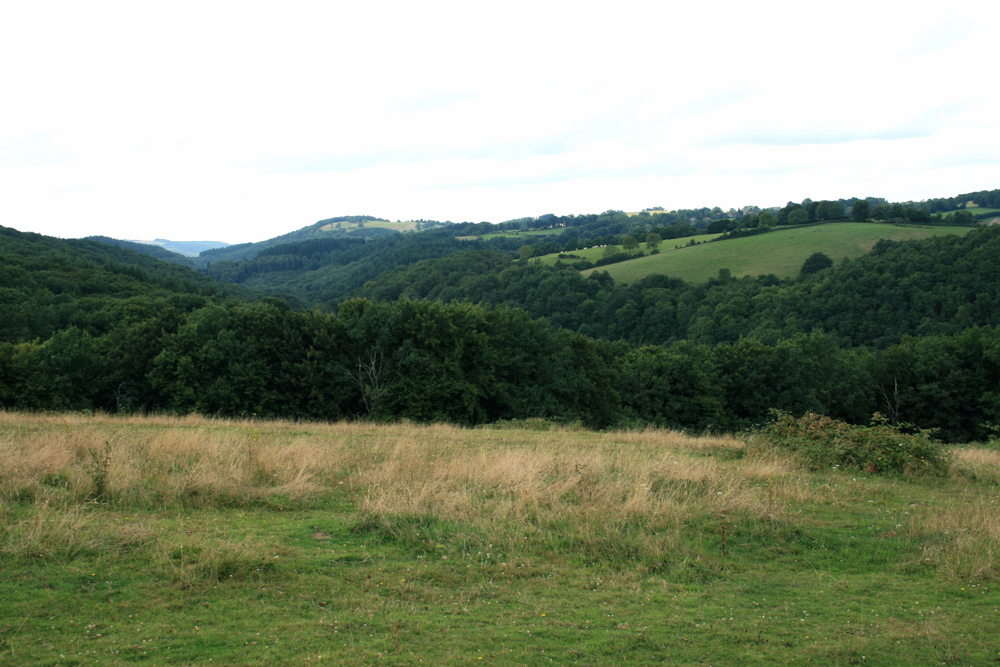
Vista del área de Glozel.

Glozel, localidad de Francia, en la comuna de Ferrières-sur-Sichon, ubicada a 20 km de Vichy en el departamento de Allier. Son célebres sus termas que van siendo muy visitadas desde el Imperio romano y también es famoso el museo en donde se custodian las célebres tablillas descubiertas el 1 de marzo de 1924.